# جورج باربو شتيربي
جورج باربو شتيربي، المعروف أيضًا باسم يورغي أو جورجي أو يورغو شتيربي (1 أبريل 1828 - 15 أغسطس 1925)، كان أرستقراطيًا وسياسيًا رومانيًا وُلد في الأفلاق وتولى منصب وزير الخارجية من 15 يوليو عام 1866 حتى 21 فبراير عام 1867. كان الابن البكر لباربو ديميتري شتيربي أمير الأفلاق وابن شقيق منافسه، جورج بيبسكو. كان من بين أشقائه الأصغر سنًا مالك العقارات والصناعي ألكساندرو ب. شتيربي. درس في فرنسا، وعاد إلى الأفلاق خلال ولاية والده الأميرية، بصفته بيجزاديًا وسياسيًا طموحًا. هربًا من بلاده خلال حرب القرم، خدم الإمبراطورية الفرنسية قبل أن يعود إلى وطنه ليصبح وزير حرب أفلاقي وحاملًا للسباثا. يُذكر أنه عمل على إصلاح ميليشيا الأفلاق خلال الفترة المتبقية من ولاية الأمير باربو.
بقي شتيربي مشرّعًا للأفلاق ومن ثم مشرّعًا للممالك المتحدة. كانت دائرته الانتخابية الأساسية هي مقاطعة دولج، رغم أن شرعيته هناك كانت موضع نزاع بسبب مزاعم الاحتيال. مع ذلك، كان يعارض أول حاكم داخلي في الإمارة، ألكسندر يوحنا كوزا، والذي ظهر مرة أخرى بحلول عام 1860 كزعيم ملهم للمعارضة المحافظة. أدت مشاركة كوزا في الفضائح السياسية والمؤامرات الانتخابية إلى اعتقاله لفترة وجيزة في نفس العام، ولكن، أُطيح به في النهاية في عام 1866. بعد ذلك، تخلى شتيربي عن محاولته الخاصة لاعتلاء العرش لخدمة الحاكم الداخلي، كارول من هوهنتسولرن. أثناء توليه منصب وزير الخارجية، ساعد في تأمين الاعتراف بالممالك المتحدة، وقدم مبادرات دبلوماسية تجاه الإمبراطورية النمساوية المجرية. فشل في محاولته في أن يصبح رئيس وزراء رومانيا، فقد أصيب بخيبة أمل من الحاكم الداخلي، تاركًا السياسة تمامًا.
قسم شتيربي النصف الثاني من حياته متنقلًا بين منازل في باريس وبيكون ليه برويير، وحصل على الجنسية الفرنسية. في هذه الفترة، كان جامعًا وراعيًا للفنون، واعتُبر الراعي الأخير لجان بابتيست كاربو. تزوج من الممثلة والنحاتة فاليري سيمونين، وتبنى ابنتيها كونسويلو وجورجيس أشيل فولد -اللتين تولى تعليمهما فنيًا. عمل أيضًا صحفيًا ثقافيًا، وفي أواخر حياته، محررًا لأعمال جون جاك فايس بعد وفاته وكاتب مذكرات. ظلت تعاملاته المثيرة للجدل مع كاربو ووضع ميراثه ونزاعات أبوته مركز الاهتمام العام بعد فترة طويلة من وفاته.

## سيرته الذاتية

### أصوله وحياته المبكرة
وُلِد شتيربي في بوخارست، عاصمة الأفلاق، في الأول من أبريل عام 1828، وهو التاريخ الذي قدمه بنفسه مقابل السجلات التي تذكر ولادته عام 1834؛ وتزعم مصادر أخرى أنه ولد في عام 1832. تعود أصوله الأبوية إلى عائلة بيبسكو، التي ترجع جذورها إلى نبلاء البويار الأقلة في أولتينيا: كان الفلاح بيبول، الذي عاش قبل عام 1700، هو رب الأسرة. مرت العشيرة بصعود اجتماعي سريع بعد سقوط يونان الفنار وتأسيس نظام القانون الأساسي. بصفته أحد رعايا الأمير غريغوري الرابع جيكا في عشرينيات القرن التاسع عشر، تزوج جد جورج دوميتراشي من إيكاترينا، إحدى أفراد عائلة فاكاريسكو، وكون صداقة مع معلمها، الفورنيك باربو سي. شتيربي. كان الأب الروحي لباربو بيبسكو، المولود الأول لدوميتراشي، الذي تبناه قبل وفاته في عام 1813؛ لذلك كان باربو الشخص الوحيد المعروف باسم شتيربي من بين الإخوة بيبسكو الثلاثة. من جانب والدته إليزابيتا، ينحدر جورج من عائلة كانتاكوزينو، وتحديدًا فرعها في إمارة البغدان.

### وزير الحرب
جاء تدخل روسي جديد في صيف عام 1853، أثناء التصعيد قبل حرب القرم. في ذلك الوقت، كان البيجزادي جورج عقيدًا ضمن هيئة الأركان العامة. إلى جانب والده، كرّم ميخائيل دميترييفيتش جورتشاكوف، وهو استسلام صريح. طُرد في النهاية خارج البلاد بسبب الأحداث الجارية (كما حدث لإخوته الأصغر سنًا)، وعاد إلى باريس، حيث تقدم للخدمة في الجيش الفرنسي. كان مُلحقًا بصفته أجنبيًا، وكان متمركزًا مع سلاح الفرسان في فرساي، وأصبح ياور لبيير كريتيان كورتي. أمضى الحرب في التفاوض مع الإمبراطورية الفرنسية الثانية والعثمانيين نيابةً عن والده، إذ حقق توازنًا دقيقًا بين مصالح كلتا القوتين. كما أفاد لاحقًا في حياته، دعم الأفلاق ضمنيًا فرنسا؛ لهذا السبب، وُعد شتيربي الشاب أن يتولى قيادة «فيلق صغير من الجيش» ملحق بالجيش الملكي لسردينيا.
أعادت هزيمة روسيا والده إلى العرش، ما سمح لإخراج شتيربي من الخدمة والعودة إلى الوطن؛ وُضعت كل من الأفلاق والبغدان في ذلك الوقت تحت الرقابة الدولية، ما أنهى نظام القانون الأساسي. لم تشمل الوصاية الجديدة للبلاد العثمانيين والروس فحسب، بل شملت أيضًا فرنسا والإمبراطورية النمساوية وبريطانيا العظمى ومملكة بروسيا و بييمونتي-سردينيا. من بوخارست، ذهب جورج شتيربي في جولات دبلوماسية جديدة، وزار البغدان وقابل أميرها، غريغوري ألكساندرو جيكا؛ وأجرى اتصالات مع النمسا من خلال الكونت كورونيني. قدم للأخير ورقة بعنوان ملخص للوضع الإداري للأفلاق، والتي أصبحت مفيدة للقوى الغربية في تقييم مسار شؤون الأفلاق. 
أُرسل البيجزادي شتيربي في النهاية إلى فرنسا مع أوامر بإكمال تعليمه العسكري هناك. يُعتقد أنه تلقى دورات في كل من الأكاديمية العسكرية البروسية ومدرسة سان سير العسكرية، وبعد ذلك، أصبح جنرالًا ووزيرًا للحرب في الأفلاق، وتولى المنصب في مارس عام 1855. سمح له هذا المنصب بالتأثير على الحياة السياسية والاجتماعية. يُعتقد أن مجموعته الفنية تعود إلى هذه الفترة، عندما أرسل إليه الرسام ثيودور أمان، الذي ارتقت به عائلة شتيربي إلى رتبة بيتار، إحدى لوحاته الزيتية لشكره. في ديسمبر عام 1855، ربما نتيجة تعرضه للضغط من قبل سابقه البغداني، أوصى البيجزادي وزميله الوزير بلاجينو أيضًا الأمير باربو بتحرير العبيد الرومانيين في الأفلاق.
كما لاحظ مرؤوسه ديميتري بابازوغلو، فإن موقفه الإصلاحي «أكسبه مودة من الجيش بأكمله». تضمن عمله أيضًا تدريس التاريخ للطلاب المجندين في مدرسة الأفلاق العسكرية. في عام 1855، سافر إلى تشيرنوفتسي، حيث أشاد بالإمبراطور فرانتس يوزف. في ذلك الوقت، تواصل البيجزادي مع وزير الخارجية الفرنسي، إدوار دروين دي لويس، طالبًا منه توفير التدريب لميليشيات الأفلاق في حالة نشوب حرب مع العثمانيين؛ وحصل أيضًا على إذن استرجاع القنصل المعادي، يوجين بوجادي.
من خلال ابنه، أبلغ الأمير باربو أيضًا عن خططه لتأسيس «الممالك المتحدة» المؤلفة من الأفلاق والبغدان وجنوب بيسارابيا، بحياد دائم واستقلال كامل، لحماية دلتا الدانوب من الاعتداء الروسي. نصت هذه الخطط أيضًا على غير مرتبط انتخاب أمير أجنبي بالبويارد للعرش الموحد. وعد دروين دي لويس بالتمسك بهذه المبادئ في مؤتمر فيينا اللاحق عام 1855، لكنه عدلها، وأيد بدلًا من ذلك ضم البغدان والأفلاق من قبل النمسا، مقابل معاهدة تحالف فرنسي-نمساوي؛ لكن هذا المشروع باء بالفشل. بحضور مؤتمر باريس للسلام عام 1856، استسلم البيجزادي لاكتشاف أن ولاية والده لن يتم تجديدها، ومنذ ذلك الحين طالبوا بوضع سلالة أجنبية على عرش الأفلاق. بالإضافة إلى ذلك، بدأت عائلة شتيربي الضغط من أجل بناء خط سكك حديدية من براشوف إلى أولتينيا. لو أنه بُني، لكان الأول من نوعه في الأفلاق.